# Knuckle Down
Knuckle Down è il quattordicesimo album in studio della cantautrice statunitense Ani DiFranco, pubblicato nel 2005.

## Tracce
1. Knuckle Down – 4:34
2. Studying Stones – 3:53
3. Manhole – 3:45
4. Sunday Morning – 4:49
5. Modulation – 4:31
6. Seeing Eye Dog – 4:02
7. Lag Time – 5:13
8. Parameters – 5:58
9. Callous – 5:46
10. Paradigm – 4:33
11. Minerva – 4:55
12. Recoil – 5:08